# Distretto di Jambyl (Almaty)
Il distretto di Jambyl (in kazako Жамбыл ауданы?) è un distretto (audan) del Kazakistan con  capoluogo Uzynağaş.